# 上野あつこ
上野 あつこ（うえの あつこ、10月16日 - ）は、日本の漫画家、アニメーター。
東京デザイナー学院卒業。
代表作の『こてんこてんこ』がテレビアニメ化され2005年から2006年まで放送された。

## 作品

### 漫画
- こてんこてんこ

### 動画
- うる星やつら ハートをつかめ